# U.S. Route 19
La U.S. Route 19 è una strada statunitense a carattere nazionale che corre da nord a sud. Collega il Lago Erie con il Golfo del Messico.
Nel 2004 il termine settentrionale dell'autostrada è ad Erie (PA), all'intersezione con la U.S. Route 20 a circa un miglio dalla costa del Lago Erie; il suo limite meridionale è a Memphis (FL), a sud di Tampa, all'intersezione con la U.S. Route 41.